# Vararia ochroleuca

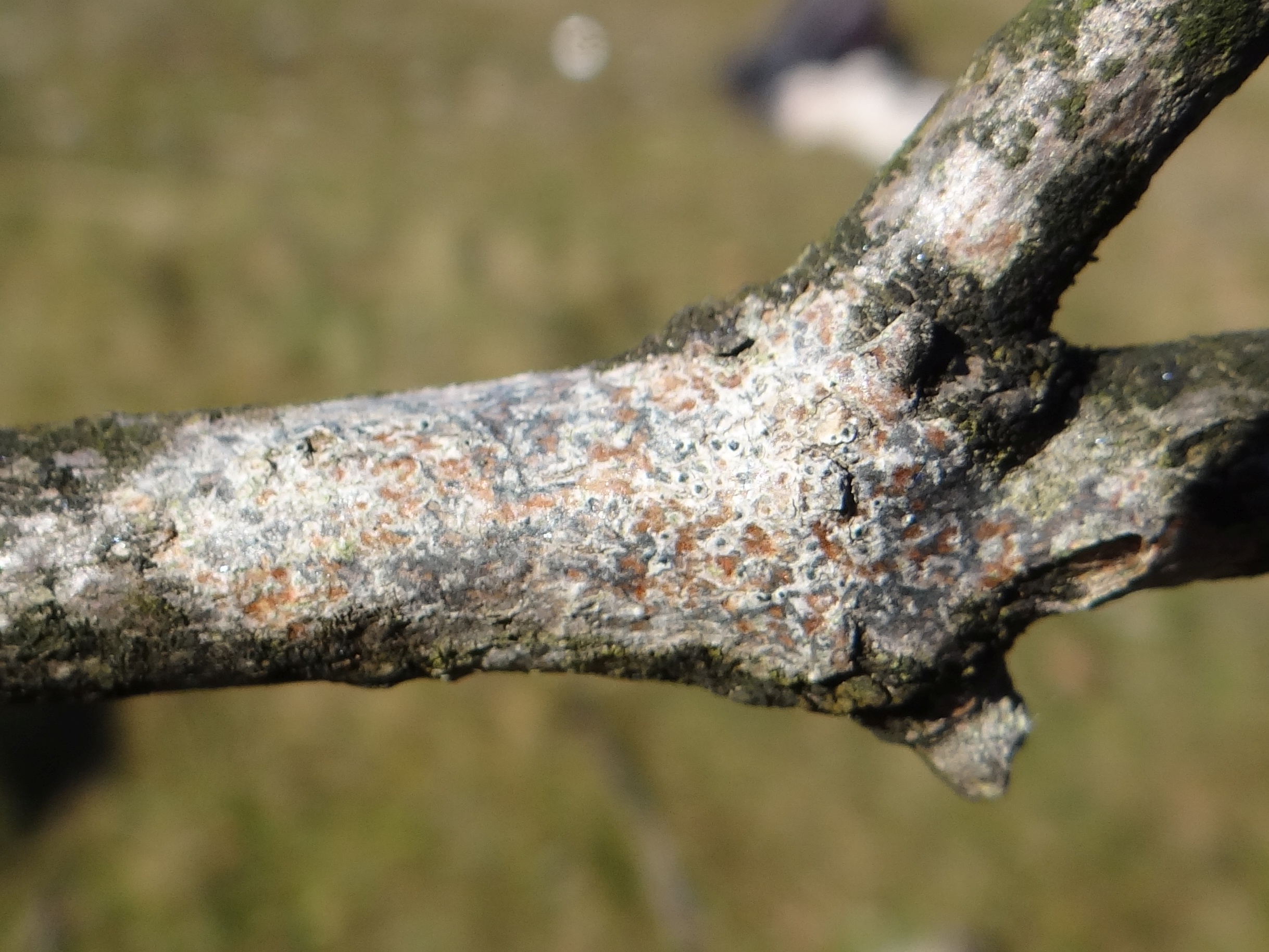

Vararia ochroleuca (Bourdot & Galzin) Donk – gatunek grzybów należący do rodziny powłocznicowatych (Peniophoraceae).

## Systematyka i nazewnictwo
Pozycja w klasyfikacji według Index Fungorum: Vararia, Peniophoraceae, Russulales, Incertae sedis, Agaricomycetes, Agaricomycotina, Basidiomycota, Fungi.
Po raz pierwszy takson ten opisali w 1911 r. Hubert Bourdot i Amédée Galzin nadając mu nazwę Asterostremella ochroleuca. Obecną, uznaną przez Index Fungorum nazwę, nadał mu w 1930 r. Marinus Anton Donk.

## Morfologia
Owocnik
Jednoroczny, rozpostarty, tworzący rozproszone łaty o nieregularnym kształcie, o kolistym lub wydłużonym kształcie, czasami rozrzedzone. Pojedynczy owocnik ma długość do 20 cm, sąsiednie owocniki często zrastają się z sobą. Konsystencja miękka, błoniasta do skorupiastej, u starszych owocników lub po wysuszeniu krucha. Powierzchnia hymenium gładka i niewyraźnie oprószona, o barwie od kremowej do blado ochrowej. Brzeg jaśniejszy, białawy, cienki lub częściowo przerzedzający się, mączysty lub delikatnie włókienkowaty, czasem z kilkoma wąskimi strzępkami pasma. Kontekst o grubości 0,12–0,27 mm i barwie od białej do kremowej.
Cechy mikroskopowe
System strzępkowy dimityczny. Strzępki generatywne nieliczne, 2,0–3,0 μm, bez sprzążek, szkliste, rzadko rozgałęzione. Dichohyfidy bardzo liczne, dwóch rodzajów:
- pod skórką i w subhymenium o grubości 0,5–1,8 μm, dichotomicznie rozgałęzione, o długości do 45 μm;
- w hymenium są krótsze i bardziej gęste, dichotomicznie rozgałęzione, z krótkimi końcowymi odgałęzieniami, o długości 2,0–6,0 μm, grubościenne, o szydłowatych końcach, w KOH niemal szkliste do słomkowych lub żółtawych, ale w odczynniku Melzera ciemnoczerwono-brązowe[2].

Katahymenium zbudowane z podstawek, dichohyfid i gleocystyd. Gleocystydy o ścianach nieco pogrubionych z wiekiem, z tępym wierzchołkiem, ale czasami z brodawką o długości do 8 μm. Mają wymiary 16,3 × 4,5,7,5 (10) μm. Podstawki workowate, 25,5 × 2,5,4,5 μm, z 4 sterygmami, bez sprzążki bazalnej, wystające ponad hymenium do 20 μm. Bazydiospory (2,6–4,2) × (2,0–3,2) μm (Q = 1,14–1,5), przeważnie szeroko elipsoidalne do kropelkowatych lub czasami prawie kuliste, z niewyraźnym, ale wyraźnie widocznym apiculusem, czasem z jedną oleistą gutulą, cienkościenne, gładkie, szkliste, nieamyloidalne, niedekstrynoidalne, niecyjanofilne.
Gatunki podobne
Jest wiele podobnych gatunków o rozpostartym owocników. Vararia ochroleuca może być pomylona np. ze strzępkobłonką włóknistą (Amphinema byssoides), która występuje na podobnych siedliskach i ma podobnej wielkości i podobnego kształtu zarodniki. Strzępkobłonka włóknista jest jednak bardziej miękka i bardziej delikatna, ma bardziej włóknisty brzeg i różni się cechami mikroskopowymi; jej system strzępkowy jest monomityczny, ma drobno inkrustowane leptocystydy i nie ma dichohyfid.

## Występowanie i siedlisko
Znane jest występowanie Vararia ochroleuca w Ameryce Północnej, Europie, Azji, Australii i na Nowej Zelandii. W Europie gatunek ten podawany jest bardzo rzadko. Często jest pomijany podczas badań terenowych ze względu na niepozorny wygląd, ukrycie w ściółce leśnej lub na dolnej stronie pni. W Polsce po raz pierwszy stanowiska tego gatunku podał Dariusz Karasiński w Puszczy Niepołomickiej w 2008 r. i w Białowieskim Parku Narodowym w 2009 r. Nie podał nazwy polskiej
Nadrzewny grzyb saprotroficzny. Rozwija się na martwym drewnie w lesie. W Polsce notowany na drewnie buka, sosny, leszczyny i na korze dęba szypułkowego.